# Trichobaptria kamikota
Trichobaptria kamikota är en fjärilsart som beskrevs av Felix Bryk 1942. Trichobaptria kamikota ingår i släktet Trichobaptria och familjen mätare. Inga underarter finns listade i Catalogue of Life.